# ОУ „Гео Милев“ (филиал Шишманци)
ОУ „Христо Ботев““ е било основно училище в село Шишманци (Пловдивско). От есента на 2017 г. е преобразувано във филиал на ОУ „Гео Милев“ в съседното село Белозем.

## История
Строителството на първото училище в селото започва през 1879 г. с материали от изселилото се съседно село Бейкьой. Първият учител в Селото е Иван Попов.
.
Училищната сграда е повредена от Чирпанското земетресение. Строителство на нова сграда започва през август 1928 г. и е открита на 19 декември същата година.
През учебната 2017-2018 г. ОУ „Христо Ботев“ се слива с ОУ „Гео Милев“ в село Белозем. В базата в Шишманци се запазва обучението от I до IV клас.